# GaiaZOO
GaiaZOO is een dierentuin in Kerkrade, in het zuidoosten van de Nederlandse provincie Limburg. GaiaZOO werd in 2005 geopend en is vernoemd naar Gaia, godin van de aarde. Tot 2011 heette de dierentuin GaiaPark. In 2010 wordt GaiaZoo de nieuwe naam, omdat GaiaPark eerder aan een park dan aan een dierentuin deed denken.
GaiaZOO beslaat 18,5 ha in totaal en ligt in de Anstelvallei. Het park ligt in de toeristische zone Parkstad Limburg, een gebied waar zich toeristische attracties als Snowworld, Mondo Verde en Megaland bevinden.

## Geschiedenis
GaiaZOO is opgezet door een samenwerkingsverband tussen gemeente Kerkrade, het LIOF en Apenheul. Bert de Boer, die dan sinds 1997 directeur van Apenheul is, is de bedenker van het concept dat in eerste instantie de werktitel Eurozoo droeg. In 2001 werden plannen voor de aanleg van een dierentuin in Kerkrade bekendgemaakt. Hierbij werd ook de naam GaiaPark vrijgegeven. Voor de aanleg in de eerste fase bedroegen de kosten 19 miljoen euro. Apenheul, gemeente Kerkrade en de holding Moraco NV staken elk 1,6 miljoen euro in GaiaPark en werden daarmee de drie aandeelhouders. De rest van het bedrag werd bijeen gehaald door subsidies. In oktober 2003 wordt Bert de Boer gekozen tot voorzitter van de European Association of Zoos and Aquaria (EAZA).  

### Tijdlijn
- 2005: Op 14 april opent wethouder Peter Thomas de voetgangersbrug die Kaalheide in Kerkrade-West verbindt met GaiaPark.
- 2005: Op 23 april 2005 wordt GaiaPark opengesteld voor bezoekers.
- 2005: Op 1 juni wordt GaiaPark park officieel geopend door prinses Margriet. Zij onthult op het terras van restaurant De Veelvraat een bronzen standbeeldje dat een giraffe voorstelt.
- 2005: Op 19 juni betreedt de 100.000e bezoeker GaiaPark.
- 2006: Op 1 januari springt een van de cheeta's over een muur van zijn verblijf. Hij landt in het savanneverblijf. Daar wordt de cheeta binnen enkele minuten gevangen.
- 2006: Op 2 juni arriveert Sanga, een nieuw gorillavrouwtje van zes jaar.
- 2006: In augustus vindt in GaiaPark de eerste bevalling van een gorilla plaats. Het jong van Irala krijgt de naam Gaia.
- 2008: In april ontvangt GaiaPark de eerste twee witte neushoorns. Bantu en Rafika krijgen een verblijf naast de savanne. Om hiervoor ruimte te maken krijgen de cheeta's een nieuw verblijf.
- 2009: In mei wordt de DinoDome, een grote indoorspeeltuin met een prehistorisch thema, geopend.
- 2010: In mei wordt GaiaPark voor het derde jaar op rij bij de ZooSite Awards uitgeroepen tot "Mooiste grote dierentuin van de Benelux".
- 2011: De naam van het park wordt van GaiaPark veranderd in GaiaZOO.
- 2011: In het voorjaar van juni wordt bekendgemaakt dat de thema's Toendra, Europa, Amazone, Congo, IJstijd, Krijt, Namibië en Limburg door de herindeling van GaiaZOO de namen Savanna, Taiga, Rainforest en Limburg krijgen.
- 2011: Vanaf juni nemen drie leeuwen hun intrek in een nieuw verblijf in het savannegebied.
- 2011: De GaiArenA wordt geopend, waar roofvogeldemonstraties met onder andere monniksgieren en Amerikaanse zeearenden worden gehouden.
- 2012: In augustus wordt uit de fok met trompetvogels uit een nest van drie eieren één gezond jong geboren. Een zwak jong uit een van deze eieren overlijdt. Een derde ei blijkt leeg.
- 2013: GaiaZOO wordt door de ANWB uitgeroepen tot "Leukste uitje van Nederland".
- 2014: 26 april (Koningsdag) wordt bericht dat drie leeuwenjongen zijn gedood en verslonden door een van de volwassen leeuwen. De kort daarvoor geboren welpjes waren vernoemd naar Amalia,  Alexia en Ariane, de dochters van koning Willem-Alexander en koningin Máxima.
- 2014: In juni worden nieuwe verblijven gebouwd voor onder andere wolven, wasberen en ook een volière met "vreemde vogels" in een deel van Taiga, waar eerst onder andere de bocharaherten huisden.
- 2015: De reuzenmiereneter en de Braziliaanse zalmroze vogelspin krijgen een plekje.
- 2015: De miljoenste bezoeker passeert de poorten van GaiaZOO.
- 2015: Apenheul verkoopt haar aandelen aan de twee andere aandeelhouders, die daardoor elk voor de helft eigenaar van GaiaZOO worden.
- 2016: Het park breidt uit met de berberaap. Tegelijkertijd krijgen ook de lynxen een nieuw verblijf.
- 2016: De twaalf meter hoge Taigavolière wordt geopend. Daarin verblijven onder andere monniksgieren, kleine torenvalken en andere vogelsoorten. Door de bouw van deze volière verdwijnt de GaiArenA.
- 2016: In het najaar worden in een deel van de dierentuin opnames gemaakt voor de bioscoopfilm Dikkertje Dap.[2]
- 2017: Op 19 juli wordt de vijf miljoenste bezoeker geregistreerd.
- 2018: Begin maart verwelkomt GaiaZOO de eerste vrouwelijke neushoorn. Wazi zal een koppel vormen met het al aanwezige mannetje Thabo.
- 2018: Eind maart struikelt de vierjarige rothschildgiraffe Philani op de savanne. Haar hoofd komt vast te zitten in een boomstam. Ze overleeft dit niet.
- 2018: In september overlijden de twee nog aanwezige cheetabroers die op dat moment de oudste van hun soort in Europa zijn. Dit betekent ook dat deze soort uit GaiaZOO verdwijnt.
- 2018: In oktober opent het LimburgHUIS, waar de focus ligt op de regio waarin het park ligt. Op de bovenverdieping is een educatieve ruimte met veelal opgezette dieren. Op de benedenverdieping ligt de nadruk op de bedreigde diersoorten die nergens anders dan in Limburg voorkomen. Dit betreft de vuursalamander, de korenwolf en de eikelmuis. Er zijn in het LimburgHUIS ook Europese rivierkreeften te zien. Het LimburgHUIS is volledig natuurinclusief gebouwd, waardoor ook wilde dieren ervan gebruik kunnen maken.
- 2019: Op de plaats van het verblijf van de Afrikaanse wilde honden, die verhuizen naar het leegstaande cheetaverblijf, opent het park een volière voor vierhonderd flamingo's en heeft daarmee de grootste groep flamingo's in gevangenschap van Europa.
- 2021: De muskusossen vertrekken uit GaiaZOO. Het Nederlandse klimaat blijkt steeds minder geschikt voor deze soort. Als gevolg van hun vertrek wordt het gebied aangepast voor  bosrendieren. Een deel van het rendierenverblijf wordt opnieuw ingericht en bij de zone Rainforest getrokken. Door deze uitbreiding voor onder andere de laaglandtapirs worden ook nandoes en vicuña's aan de collectie toegevoegd.
- 2022: Het park realiseert een nieuw bezoekerscentrum bij de ingang. Ook wordt een 17 meter hoge uitkijktoren die 2,5 ton kost bij de ingang gebouwd. Deze toren refereert door de uitvoering in roestbruin staal en bronsgroen eikenhout aan het officiële Limburgse volksliedje Limburg mijn vaderland, ook wel Waar in 't bronsgroen eikenhout genoemd. De toren is tijdens openingstijden ook voor wie geen kaartje heeft vrij toegankelijk.
- 2024: Eind mei vertrekt een mannelijke rothschildgiraffe vanuit GaiaZOO naar Burgers’ Zoo. 4 juni komt er een nieuwe Rothschildgiraffe vanuit Wildlands Adventure Zoo Emmen naar GaiaZOO.
- 2024: Op 24 juni wordt bekendgemaakt dat Gulpener Bierbrouwerij een deel van de omzet van hun witbier Korenwolf, dat officieel met goud is bekroond als het lekkerste witbier van Nederland tijdens de Dutch Beer Challenge 2024, doneert aan het Gaia Nature Fund in het kader van hun projecten met betrekking tot de korenwolf, die in 2002 bijna uitgestorven was.
- 2025: Op 8 april wordt bekendgemaakt dat Burgers' Zoo uit Arnhem per 1 juni 2025 de nieuwe eigenaar is van de besloten vennootschap GaiaZOO.

## Gaia-hypothese
De naam Gaia verwijst naar de Griekse mythologie, waarin zij moeder aarde is, en naar de Gaia-hypothese, die ervan uitgaat dat de aarde één groot levend organisme is. Onderdeel van dit grote organisme zijn de flora en fauna, het water, de lucht en de bodem. De zogenaamde Gaia-gedachte is onderdeel van het marketingconcept van de dierentuin. Het Gaia Nature Fund, de natuurbehoudstichting van GaiaZOO, biedt sinds 2005 financiële steun aan diverse projecten, zowel in Nederland als in een aantal overige landen, ter bescherming van bedreigde diersoorten. 

## Indeling
De dierentuin is ingedeeld in vier thema's, genaamd Savanna, Taiga, Rainforest en Limburg. Daarnaast is er een binnenspeeltuin die DinoDome heet.

### Taiga
Het Taigagebied betreden bezoekers bij binnenkomst als eerste. Het gebied richt zich op diersoorten uit de noordelijke wereld tussen de toendra en de steppe. In dit gebied zijn onder andere de wolvenvallei, lynxen en berberapen te vinden. Ook biedt het plaats aan de veelvraten, een diersoort die uniek is in Nederlandse dierentuinen.

### Limburg
Het Limburggebied ligt centraal in het park en toont de bezoekers diersoorten uit de streek waar het park ligt. Het grootste gedeelte van dit gebied is een kinderboerderij met onder andere dwergezels en Hollandse landgeiten.

### Savanna
Het Savannagebied bevindt zich helemaal achter in het park. De diersoorten die hier gehouden worden hebben de Afrikaanse savannes als habitat. Centraal in dit gebied ligt een vlakte met onder andere giraffes en struisvogels. Daaromheen liggen onder andere verblijven voor Afrikaanse leeuwen, witte neushoorns en flamingo's. 

### Rainforest
Het Rainforestgebied is bij binnenkomst te vinden in het linkergedeelte van het park. Kenmerkend is dat dit gebied zich richt op diersoorten die voorkomen in de regenwouden van Centraal-Afrika en de Amazone. In dit deel van het park huizen reuzenmiereneters en dwergnijlpaarden en op het gorillaeiland verblijven de gorilla's.

### DinoDome
Sinds 2009 beschikt GaiaZOO over een binnenspeeltuin met de naam DinoDome. Het door architectenbureau Arc2 architecten uit Almere ontworpen gebouw wordt gekenmerkt door een houten geodetische koepel. Met een oppervlak van 2500 m² is de grootste binnenspeeltuin van Europa.

## Collectie
In GaiaZOO verblijven circa 1500 dieren, bestaande uit ongeveer honderdvijftig verschillende diersoorten die gehouden worden. GaiaZoo is lid van de Nederlandse Vereniging van Dierentuinen (NVD). Naast de gebruikelijke publiekstrekkers als gorilla's, neushoorns en leeuwen verblijft in GaiaZoo ook een aantal soorten die weinig tot niet in andere Nederlandse dierentuinen voorkomen. Dit betreft bijvoorbeeld roofdieren als de boshond uit het Amazoneregenwoud, de veelvraat van de koude toendra en de grootoorvos van de droge savanne. In GaiaZOO verblijven de gorilla's op het Gorilla Eiland. Overige leefgebieden in GaiaZOO zijn het Doodshoofdapenbos, de Wolvenvallei, het ParkietenParadijs, de Grote Oehoe Volière, de Vreemde Vogel Volière en de Taiga Volière.
GaiaZOO is lid van de European Association of Zoos and Aquaria (EAZA) en participeert, al dan niet succesvol, in verschillende fokprogramma's. Het park zelf beheert twee van deze fokprogramma's, die van de puna-ibis en de Kaapse ibis. Daarnaast leven bij GaiaZOO achter de schermen zo’n 150 korenwolven, die onderdeel zijn van een fok- en uitzetproject. Met de inkomsten voor deze diersoort worden op verschillend akkers biodiversiteitsstroken aangelegd om meer voedselaanbod te creëren.   
Hieronder wordt een overzicht gegeven van de diersoorten die in GaiaZOO gehouden worden. De lijsten van vissen en ongewervelden zijn onvolledig. Soorten die onderdeel zijn van een European Endangered Species Programme (EEP) zijn gemarkeerd met een *.

### Zoogdieren
Primaten
- Berberaap *
- Boliviaans doodshoofdaapje *
- Geelborstkapucijnaap
- Goudbuikmangabey *
- Gouden leeuwaapje *
- Kuifmangabey *
- Rode brulaap
- Roodbuiktamarin*
- Westelijke laaglandgorilla *
- Witgezichtoeistiti *
- Witgezichtsaki *
- Zwarte slingeraap *

Onevenhoevigen
- Dwergezel
- Laaglandtapir
- Przewalskipaard*
- Shetlandpony
- Witte neushoorn*

Evenhoevigen
- Bongo*
- Bosrendier*
- Dwergnijlpaard*
- Chinese muntjak
- Grote koedoe*
- Hollandse landgeit
- Kameel
- Lakenvelder
- Limburgs Kloostervarken
- Penseelzwijn*
- Rothschildgiraffe*
- Springbok*
- Witlippekari

Roofdieren
- Afrikaanse leeuw
- Afrikaanse wilde hond *
- Boshond *
- Euraziatische lynx *
- Europese nerts *
- Otter *
- Gestreept stinkdier
- Grootoorvos *
- Kleine panda*
- Wasbeer
- Stokstaartje
- Veelvraat*

Knaagdieren
- Azara's agoeti *
- Bever
- Beverrat
- Capibara
- Eikelmuis
- Huiscavia
- Huismuis
- Korenwolf
- Kunder hangoor
- Stekelvarken

Overige zoogdieren
- Reuzenmiereneter *

### Vogels
- Aasgier *
- Aziatische blauwe ekster
- Boerengans
- Bahamapijlstaart
- Carolina-eend
- Chaco-chachalaca
- Darwins nandoe
- Diamantduif
- Dwerggans
- Europese kraanvogel
- Fazant
- Gewone flamingo
- Grasparkiet
- Griel
- Grote alexanderparkiet
- Groenling
- Hadada-ibis
- Halsbandparkiet
- Hamerkop *

- Heilige ibis
- Helmparelhoen
- Hop
- Jufferkraanvogel
- Kaalkopibis *
- Kievit
- Kleine torenvalk
- Kluut
- Knobbeleend
- Koereiger
- Kuifeend
- Kuifseriema
- Mergellandhoen
- Mandarijneend
- Manengans
- Marmereend
- Maskerkievit
- Monniksgier*
- Monniksparkiet

- Ooievaar
- Oud-Hollandse meeuw
- Picazuroduif
- Puna-ibis *
- Punataling
- Putter
- Ringtaling
- Rode ibis
- Roodbekwever
- Roodhalsgans
- Rosse fluiteend
- Rotsduif
- Roze lepelaar
- Scharrelaar
- Scholekster
- Slobeend
- Siberische taling

- Struisvogel *
- Spitskuifduif
- Trompetvogel
- Tureluur
- Vale gier *
- Valkparkiet
- Wallichs fazant
- Witkopeend
- Witkopgoean
- Witoogeend
- Zebravink
- Zonneral *
- Zonparkiet
- Zwaangans
- Zwarte ibis
- Zwartkopwever
- Zwartmaskeribis

### Koudbloedigen
Reptielen
- Anaconda
- Griekse landschildpad
- Roodwangschildpad

Amfibieën
- Aardbeikikker
- Europese boomkikker
- Gouden gifkikker
- Phyllobates terribilis
- Vuursalamander

Vissen
- Driedoornige stekelbaars
- Koi
- Pos
- Ruisvoorn
- Russische steur
- Zeelt

Ongewervelden
- Braziliaanse zalmroze vogelspin
- Europese rivierkreeft
- Honingbij
- Schapenteek

## Bezoek en personeel
GaiaZOO trekt jaarlijks ongeveer 450.000 bezoekers, voornamelijk uit Nederland, België en Duitsland. Het park telt ongeveer vijftig vaste medewerkers, aangevuld met een gelijk aantal vrijwilligers.

## Afbeeldingen

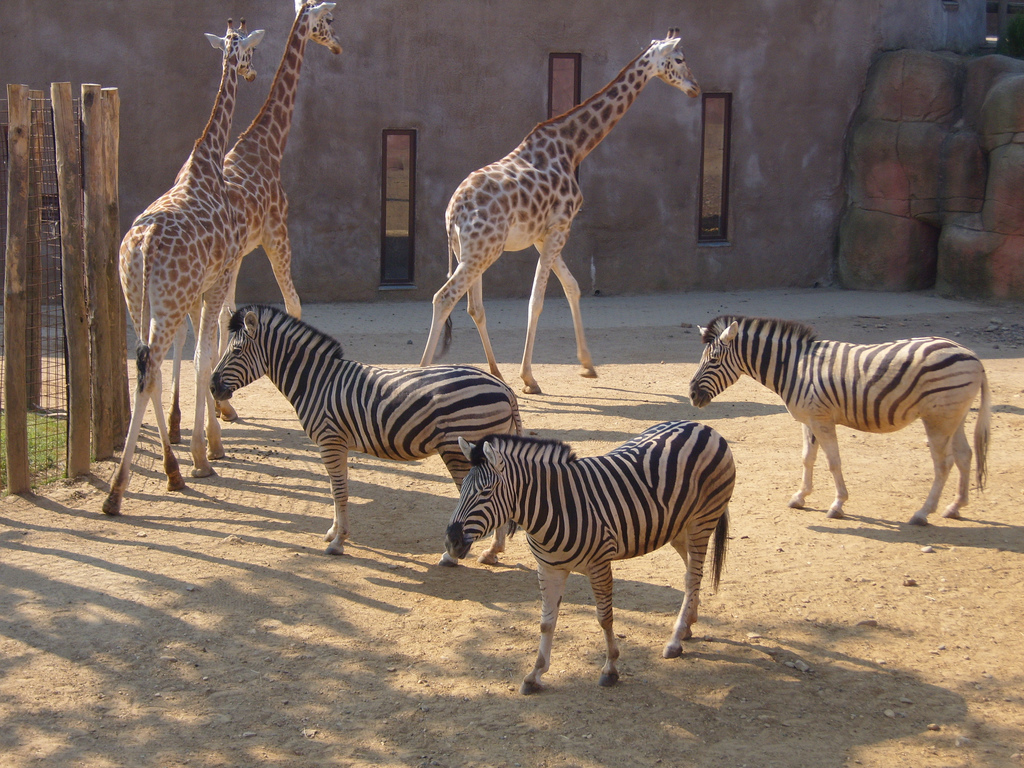
Giraffes en zebra's
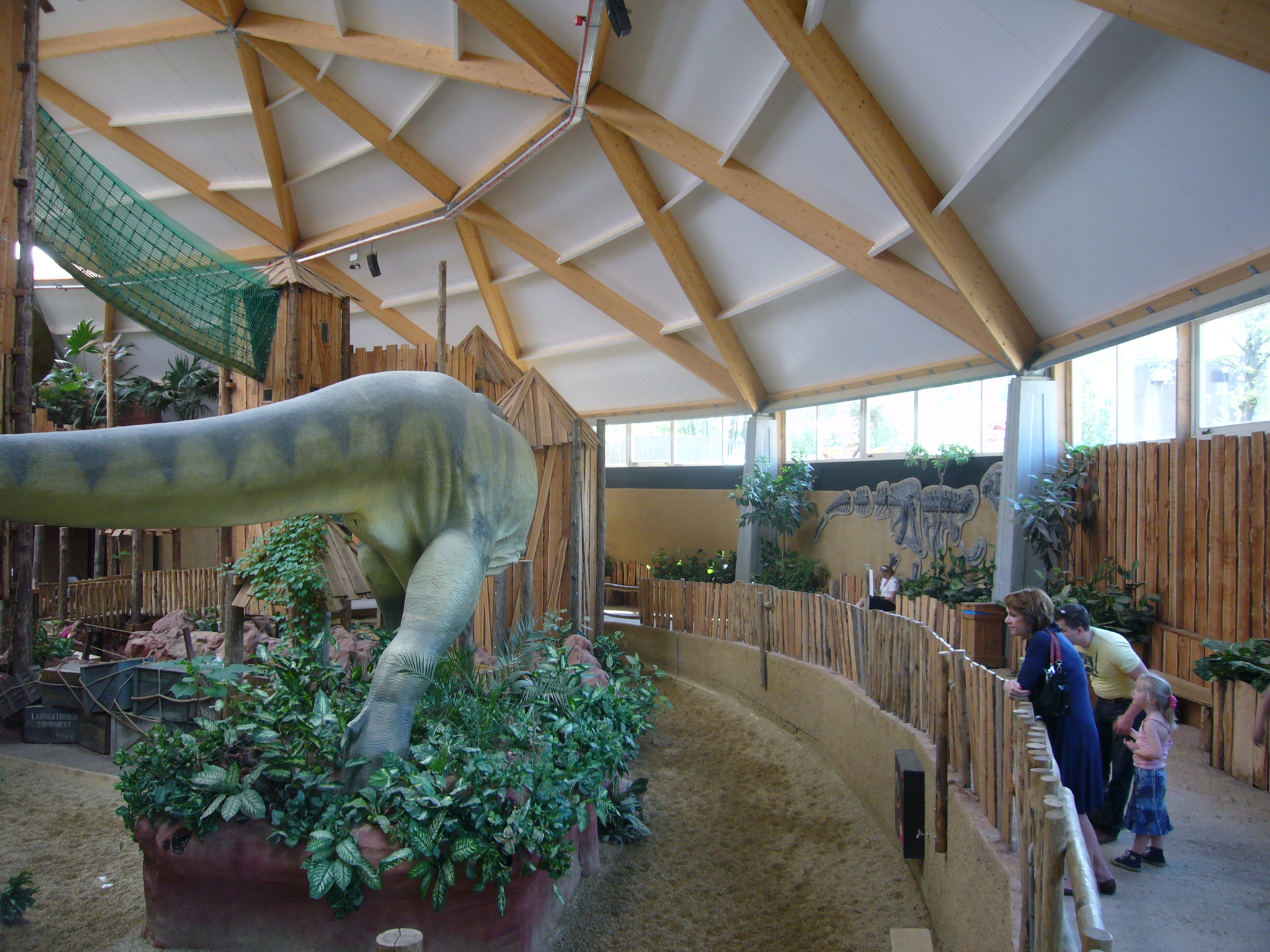
Interieur van de DinoDome
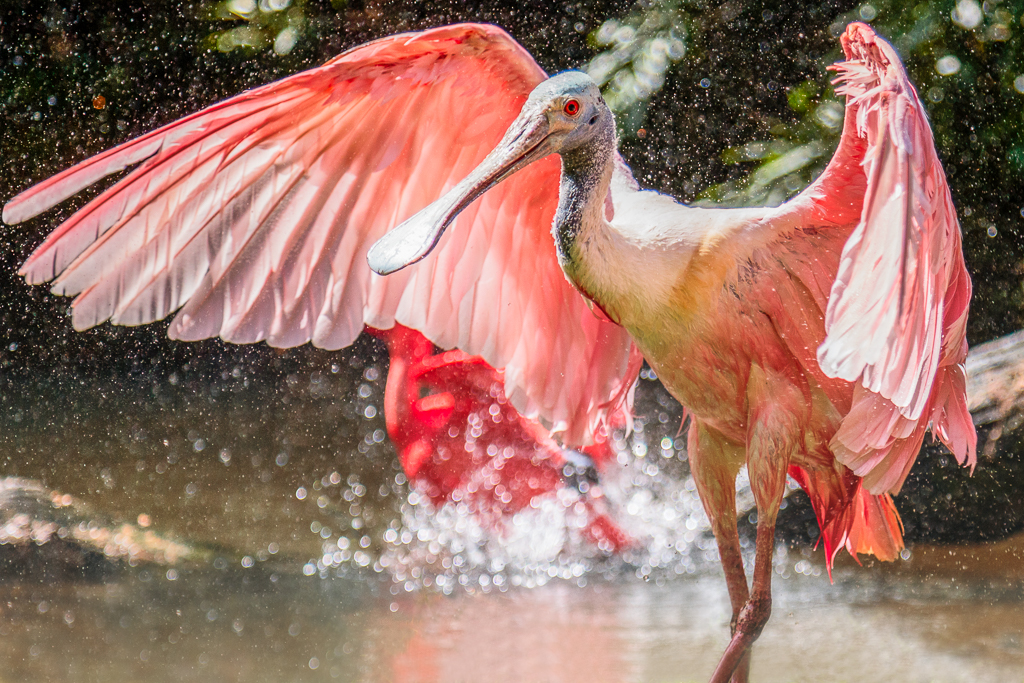
Roze lepelaar
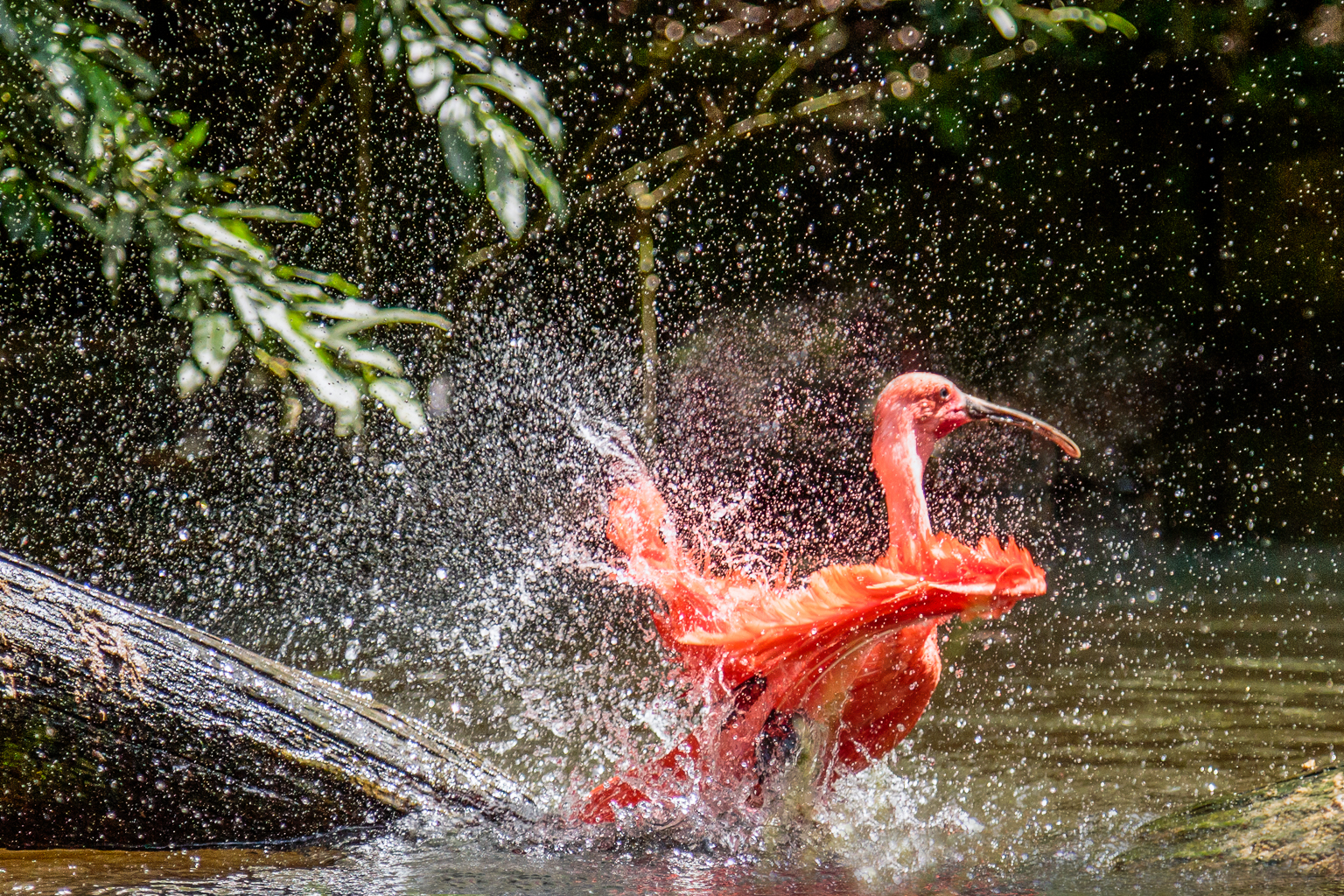
Rode ibis in bad